# 若松尚輝
若松 尚輝（わかまつ なおき、2000年5月10日 - ）は、北海道札幌市出身のプロ野球選手（投手）。右投右打。横浜DeNAベイスターズ所属。

## 経歴

### プロ入り前
少年野球のころは捕手。札幌市立中央中学校時代は札幌東ベースボールクラブに所属し、ジャイアンツカップにも出場した。札幌第一高等学校時代は外野手だった。札幌第一高校は2017年の第89回選抜高等学校野球大会に出場したが、若松はベンチ入りメンバー外の「ボールボーイ」だった。その後レギュラーとなる。札幌学院大学進学後も野手のままだったが、3年生秋にたまたま投手がいなかった機会に1イニングだけ登板したところ、監督の意向で投手に転向した。この背景には3日で7試合という過密スケジュールで練習試合が組まれた事情があった。自身もこの登板が「楽しかった」という。以後の大学時代は野手と兼任する二刀流選手だったが、投手に可能性を感じる。
2022年11月に四国アイランドリーグplusのトライアウトで高知ファイティングドッグスの特別合格選手となり、入団した。

### 四国IL・高知時代
初年度の2023年は16試合に登板して0勝3敗2ホールドの結果に終わる。この年9月には肘の遊離軟骨除去手術を受けた。シーズンオフに背番号を41から18に変更した。
2024年は前年の手術の影響で、1試合の投球を80球をめどとすることを監督の定岡智秋から指示された。若松自身も「まずは1イニング、1イニング……っていう感じ」でマウンドに立っていたが、後期になると定岡も様子を見て「もう、ここまで来たら行くやろ？」と制限近くから続投させることもあった。同年シーズンは6勝4敗1セーブ、防御率2.78の成績を残し、NPBドラフト会議前にはセパ7球団が興味を示していると報じられた。
2024年10月24日に開催されたNPBドラフト会議にて、横浜DeNAベイスターズから4位指名を受けた。NPBドラフト4位は、高知球団史上最高順位である。11月16日に高知市内で、契約金5060万円、年俸800万円（いずれも推定）で仮契約を結んだ。12月7日に新入団選手発表会見が行われ、背番号は39と発表された。担当スカウトは欠端光則。

### DeNA時代
2025年は開幕を二軍で迎えたが、7月4日までに二軍公式戦22試合に登板し、1勝1敗、防御率2.81の成績を挙げると、初めて出場選手登録された。7月5日には横浜スタジアムでの阪神タイガース戦の9回に4番手としてNPB初登板を果たし、三者凡退で1回を投げ終えた。

## 選手としての特徴
速球は最速152km/hで、特にボールの回転数が早く、最大2700回転/分を記録した。変化球はスライダー、フォーク、カーブが投げられる。

## 人物
丸顔で頭が大きいと自認しており、DeNA入団発表会では「愛称は"ハマのアンパンマン"でお願いします」と述べた。「アンパンマン」のあだ名は大学時代から付けられていたという。

## 詳細情報

### 独立リーグでの投手成績
出典は四国アイランドリーグplusデータサイト。
| 年 度     | 球 団     | 登 板 | 先 発 | 完 投 | 完 封 | 無 四 球 | 勝 利 | 敗 戦 | セ 丨 ブ | ホ 丨 ル ド | 勝 率 | 打 者 | 投 球 回 | 被 安 打 | 被 本 塁 打 | 与 四 球 | 敬 遠 | 与 死 球 | 奪 三 振 | 暴 投 | ボ 丨 ク | 失 点 | 自 責 点 | 防 御 率 | W H I P |
| --------- | --------- | ----- | ----- | ----- | ----- | -------- | ----- | ----- | -------- | ----------- | ----- | ----- | -------- | -------- | ----------- | -------- | ----- | -------- | -------- | ----- | -------- | ----- | -------- | -------- | ------- |
| 2023      | 高知      | 16    | 7     | 0     | 0     | 0        | 0     | 3     | 0        | 2           | .000  | 199   | 50.0     | 41       | 2           | 16       | -     | 0        | 39       | 1     | 0        | 11    | 9        | 1.62     | 1.14    |
| 2024      | 高知      | 17    | 10    | 1     | 0     | 0        | 6     | 4     | 1        | 0           | .600  | 275   | 68.0     | 57       | 2           | 25       | -     | 1        | 51       | 1     | 0        | 24    | 21       | 2.78     | 1.21    |
| 通算：2年 | 通算：2年 | 33    | 17    | 1     | 0     | 0        | 6     | 7     | 1        | 2           | .462  | 474   | 118.0    | 98       | 4           | 41       | -     | 1        | 90       | 2     | 0        | 35    | 30       | 2.29     | 1.18    |

### 記録

#### NPB
初記録
投手記録
- 初登板：2025年7月5日、対阪神タイガース13回戦（横浜スタジアム）、9回表に4番手で救援登板・完了、1回無失点[15]
- 初奪三振：同上、9回表にジョン・デュプランティエから見逃し三振[15]

### 背番号
- 41（2023年）
- 18（2024年）
- 39（2025年[13] - ）